# 15 septembre 1942
Le mardi 15 septembre 1942 est le 258e jour de l'année 1942.

## Naissances
- Chelsea Quinn Yarbro, écrivaine américaine
- Ksenia Milicevic, peintre française
- Lee Dorman (mort le 21 décembre 2012), bassiste américain
- Wen Jiabao, sixième Premier ministre de la république populaire de Chine

## Décès
- Charles-Louis de Beauvau-Craon (né le 5 mars 1878), 6e prince de Beauvau
- Gabriel Terra (né le 1er août 1873), personnalité politique uruguayenne
- Julius Spier (né le 25 avril 1887), psychologue et chirologue juif allemand
- Maurice Allinne (né le 19 septembre 1868), peintre et archéologue français